# Agaricia tenuifolia

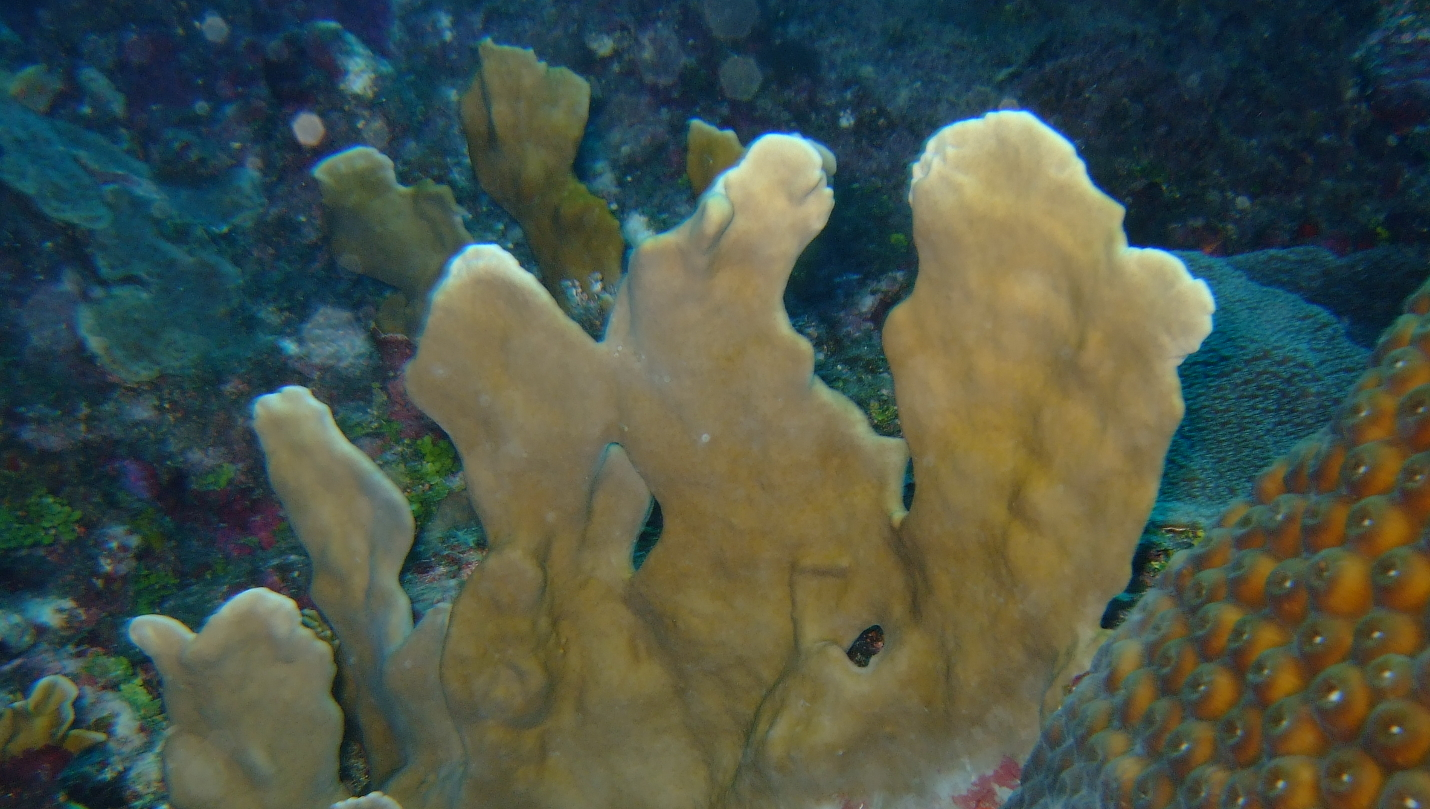

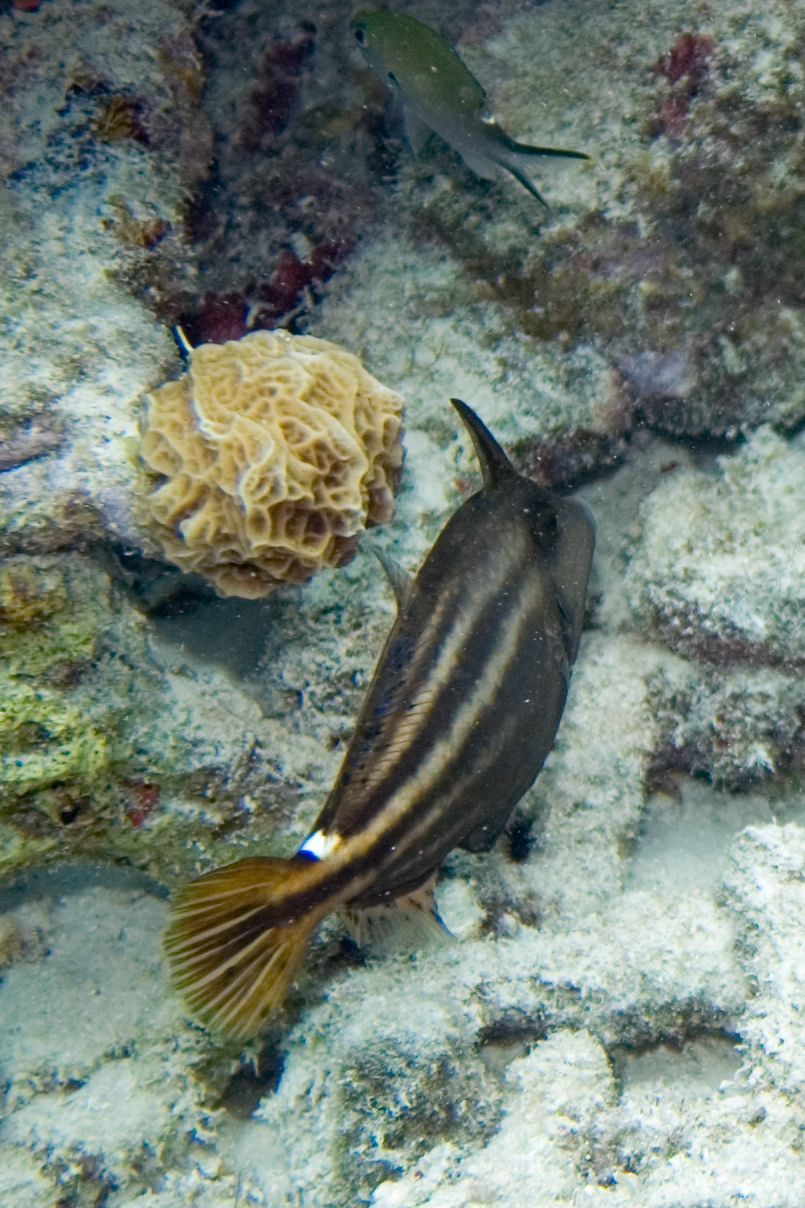
A. tenuifolia de forma esférica en zona de fuerte oleaje

El coral Agaricia tenuifolia pertenece a la familia Agariciidae, enmarcada en el grupo de los corales duros, orden Scleractinia. 
Su esqueleto es macizo y está compuesto de carbonato cálcico. Tras la muerte del coral, su esqueleto contribuye a la generación de nuevos arrecifes en la naturaleza, debido a que la acción del CO2 convierte muy lentamente su esqueleto en bicarbonato cálcico, sustancia ésta asimilable directamente por las colonias coralinas. 

## Morfología
Las colonias de esta especie forman grupos de placas delgadas. En zonas de alta energía crecen en forma casi esférica, con placas más o menos radiadas desde el centro del conjunto, con el fin de resistir los embates del oleaje. En zonas tranquilas, como lagunas, crece en forma vertical.
Las series de cálices forman meandros, con crestas irregulares que los separan. Los cálices miden entre 2 y 3 mm de diámetro. Tienen entre 21 y 26 septos, dispuestos en 2 o 3 órdenes. La columela es esponjosa, discontinua y, normalmente, poco visible.
De color marrón, verde u óxido. Con los márgenes de las placas pálidos, y con los pólipos de color naranja. Los conjuntos de colonias pueden recubrir varios metros.

## Hábitat y distribución
Su distribución geográfica comprende el Caribe y el sur del Golfo de México. Es abundante, siendo en algunas zonas del sur del Caribe el coral predominante.
Habita tanto las partes exteriores del arrecife, como lagunas y zonas interiores. Su rango de profundidad es de 1 a 15 m. 

## Alimentación
Los pólipos contienen algas simbióticas; mutualistas, ambos organismos se benefician de la relación, llamadas zooxantelas. Las algas realizan la fotosíntesis produciendo oxígeno y azúcares, que son aprovechados por los pólipos, y se alimentan de los catabolitos del coral, especialmente fósforo y nitrógeno. Esto les proporciona del 70 al 95% de sus necesidades alimenticias. El resto lo obtienen atrapando plancton con sus minúsculos tentáculos.

## Reproducción
Las colonias producen esperma y huevos que se fertilizan en el agua. Las larvas deambulan por la columna de agua hasta que se posan y fijan en el lecho marino, una vez allí se convierten en pólipos y comienzan a secretar carbonato cálcico para construir su coralito. 
Asimismo, se reproducen asexualmente por gemación, dando origen a otros ejemplares, y así, a la colonia.

## Mantenimiento
La iluminación dependerá de la profundidad a la que se haya recolectado el ejemplar, debiendo proceder a incrementarla progresivamente, en el caso de desconocer el dato. La corriente de moderada a fuerte. 
Algunos estudios consideran importante mantener niveles adecuados de estroncio, 10 ppm, y yodo en nuestro acuario, además del resto de parámetros obligados del acuario marino: salinidad, nitratos, fosfatos, calcio, magnesio y oligoelementos.